# Montrose (ligne bleue du métro de Chicago)
Pour les articles homonymes, voir Montrose.
Ne doit pas être confondu avec Montrose (ligne brune du métro de Chicago).
Montrose est une station de la Kennedy Extension de la ligne bleue du métro de Chicago. Elle offre également une correspondance vers la Milwaukee North District Line du Metra à la station Mayfair. 
Comme les autres stations situées dans la médiane de la Kennedy Expressway, elle est composée d’un qui central et fut réalisée sur base des plans d’architectes du cabinet Skidmore, Owings & Merrill dans un style épuré et fonctionnel. 
De Montrose, un trajet vers le Loop dure environ 22 minutes pour 17 minutes vers O'Hare, elle est accessible aux personnes à mobilité réduite et 545 090 passagers y ont transité en 2008.

## Les correspondances avec le bus
Avec les bus de la Chicago Transit Authority :
- #54 Cicero
- #54A North Cicero/Skokie
- #X54 Cicero Express
- #78 Montrose

## Dessertes
| Nord/Ouest                 |  |             |  | Sud/Est                      |
| -------------------------- |  | ----------- |  | ---------------------------- |
| Jefferson Park vers O'Hare |  | ligne bleue |  | Irving Park vers Forest Park |
| modifier sur Wikidata      |  |             |  |                              |